# Qələgah
Qələgah è un comune dell'Azerbaigian situato nel distretto di Şabran.